# Mormès
Mormès (Mormèrs en gascon) est une commune française située dans l'ouest du département du Gers en région Occitanie. Sur le plan historique et culturel, la commune est dans le Bas-Armagnac, ou Armagnac noir, un pays s'inscrivant entre les vallées de l'Auzoue, la Gélise, la Douze et du Midou.
Exposée à un climat océanique altéré, elle est drainée par l'Izaute, la Madone et par divers autres petits cours d'eau. La commune possède un patrimoine naturel remarquable : un site Natura 2000 (le « réseau hydrographique du Midou et du Ludon ») et une zone naturelle d'intérêt écologique, faunistique et floristique.
Mormès est une commune rurale qui compte 108 habitants en 2022, après avoir connu un pic de population de 375 habitants en 1866. Ses habitants sont appelés les Mormésiens ou  Mormésiennes.

## Géographie

### Localisation
Mormès est une commune située en Armagnac sur l'Izaute.

### Communes limitrophes
Les communes limitrophes sont  Laujuzan, Le Houga, Monlezun-d'Armagnac, Perchède et Toujouse.
| Toujouse | Monlezun-d'Armagnac |          |
| Le Houga | Mormès              | Laujuzan |
|          | Perchède            |          |

### Géologie et relief
Mormès se situe en zone de sismicité 2 (sismicité faible).

### Hydrographie

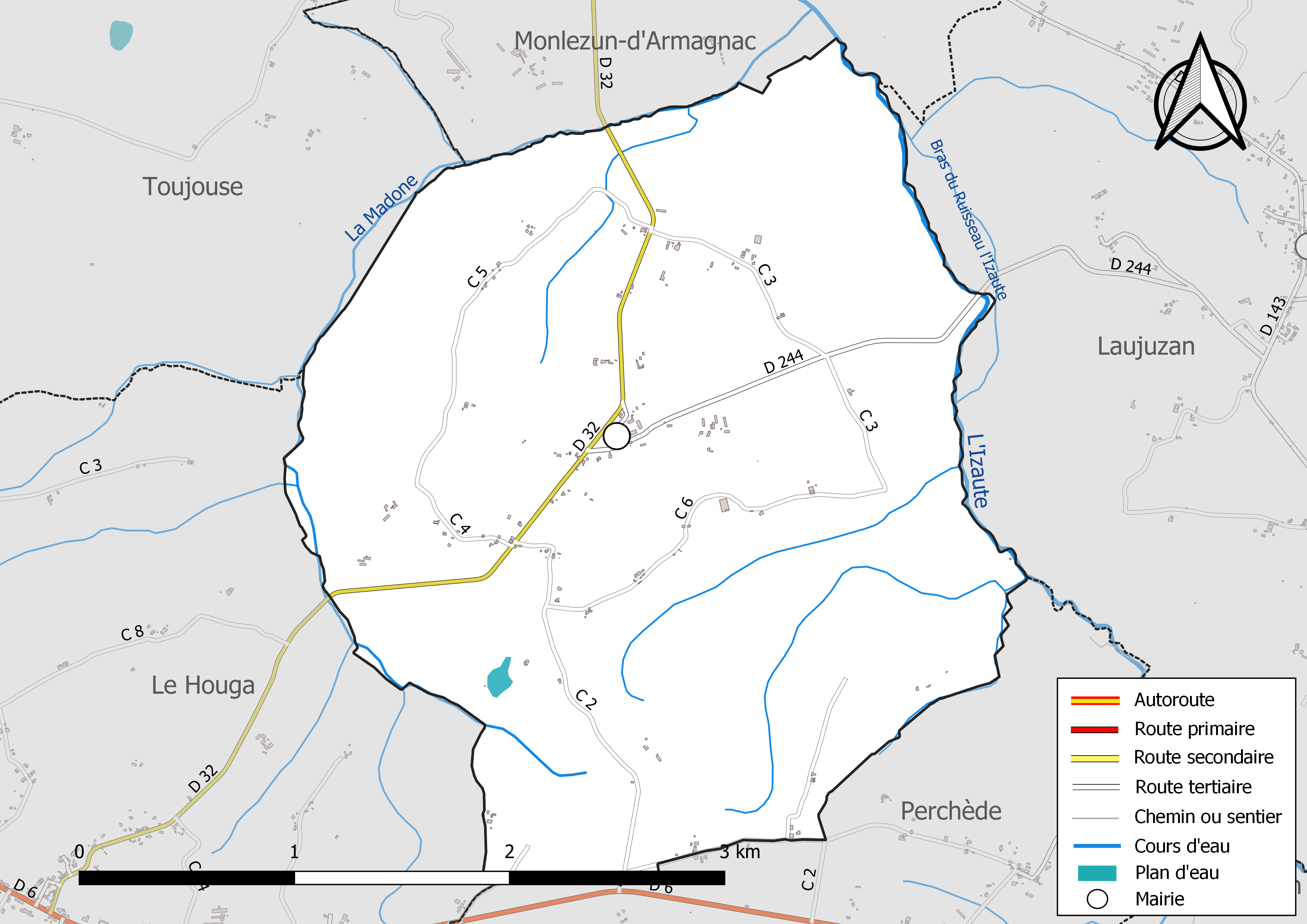
Réseaux hydrographique et routier de Mormès.

La commune est dans le bassin de l'Adour, au sein du bassin hydrographique Adour-Garonne. Elle est drainée par l'Izaute, la Madone, un bras du Ruisseau l'Izaute et par divers petits cours d'eau, qui constituent un réseau hydrographique de 11 km de longueur totale,.
L'Izaute, d'une longueur totale de 37,5 km, prend sa source dans la commune de Dému et s'écoule vers le nord. Il traverse la commune et se jette dans la Gélise à Castelnau d'Auzan Labarrère, après avoir traversé 11 communes.

### Climat
Pour des articles plus généraux, voir Climat de l'Occitanie et Climat du Gers.
En 2010, le climat de la commune est de type climat océanique altéré, selon une étude s'appuyant sur une série de données couvrant la période 1971-2000. En 2020, Météo-France publie une typologie des climats de la France métropolitaine dans laquelle la commune est toujours exposée à un climat océanique altéré et est dans la région climatique Aquitaine, Gascogne, caractérisée par une pluviométrie abondante au printemps, modérée en automne, un faible ensoleillement au printemps, un été chaud (19,5 °C), des vents faibles, des brouillards fréquents en automne et en hiver et des orages fréquents en été (15 à 20 jours).
Pour la période 1971-2000, la température annuelle moyenne est de 13 °C, avec une amplitude thermique annuelle de 14,5 °C. Le cumul annuel moyen de précipitations est de 977 mm, avec 11,3 jours de précipitations en janvier et 7,3 jours en juillet. Pour la période 1991-2020, la température moyenne annuelle observée sur la station météorologique la plus proche, située sur la commune du Houga à 3 km à vol d'oiseau, est de 13,8 °C et le cumul annuel moyen de précipitations est de 875,9 mm,. Pour l'avenir, les paramètres climatiques de la commune estimés pour 2050 selon différents scénarios d’émission de gaz à effet de serre sont consultables sur un site dédié publié par Météo-France en novembre 2022.

### Milieux naturels et biodiversité

#### Réseau Natura 2000

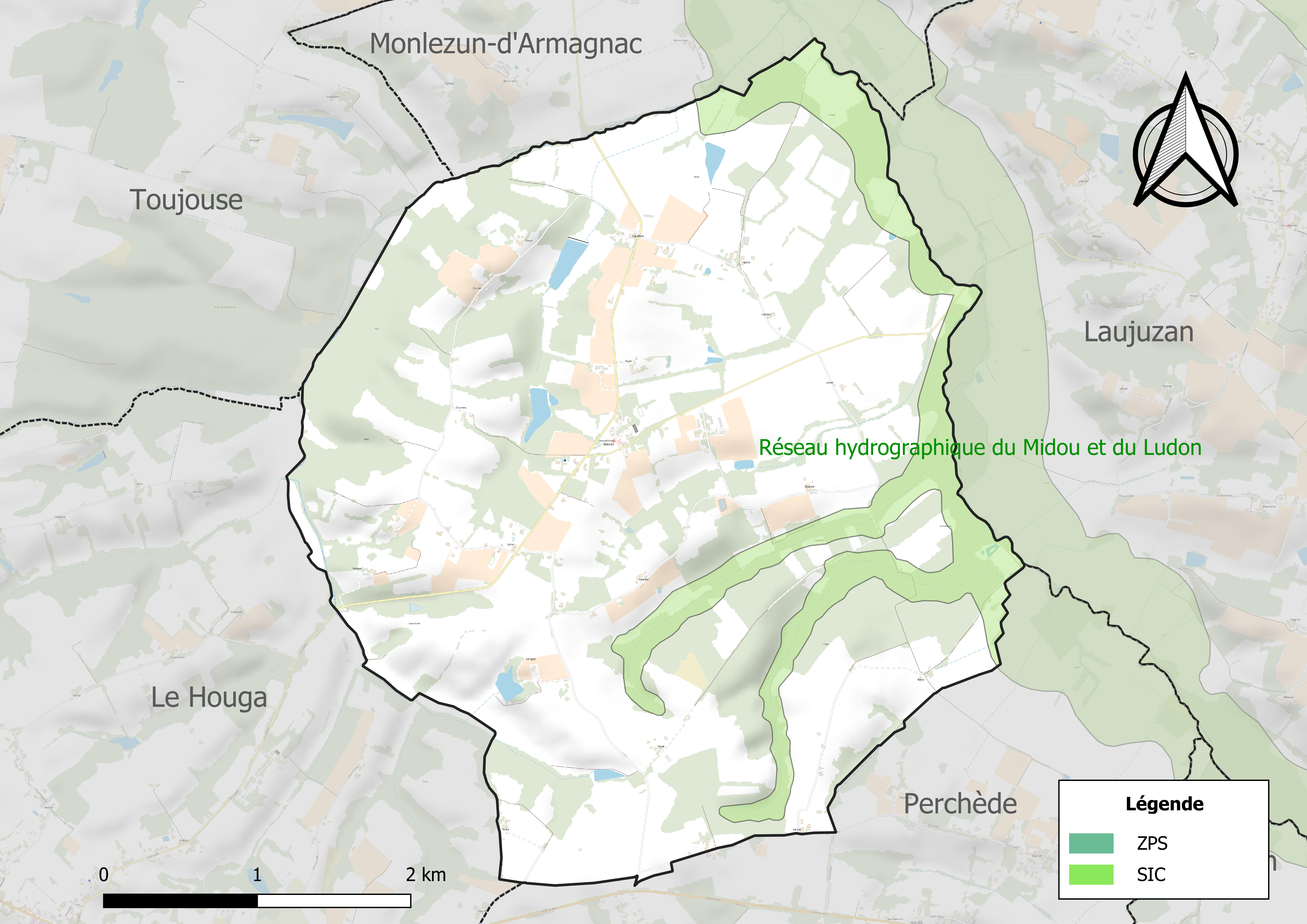
Site Natura 2000 sur le territoire communal.

Le réseau Natura 2000 est un réseau écologique européen de sites naturels d'intérêt écologique élaboré à partir des directives habitats et oiseaux, constitué de zones spéciales de conservation (ZSC) et de zones de protection spéciale (ZPS).
Un site Natura 2000 a été défini sur la commune au titre de la directive habitats : le « réseau hydrographique du Midou et du Ludon », d'une superficie de 6 542 ha, un site présentant une diversité d’habitats relativement importante, malgré une faible représentativité des habitats d’intérêt communautaire.

#### Zones naturelles d'intérêt écologique, faunistique et floristique

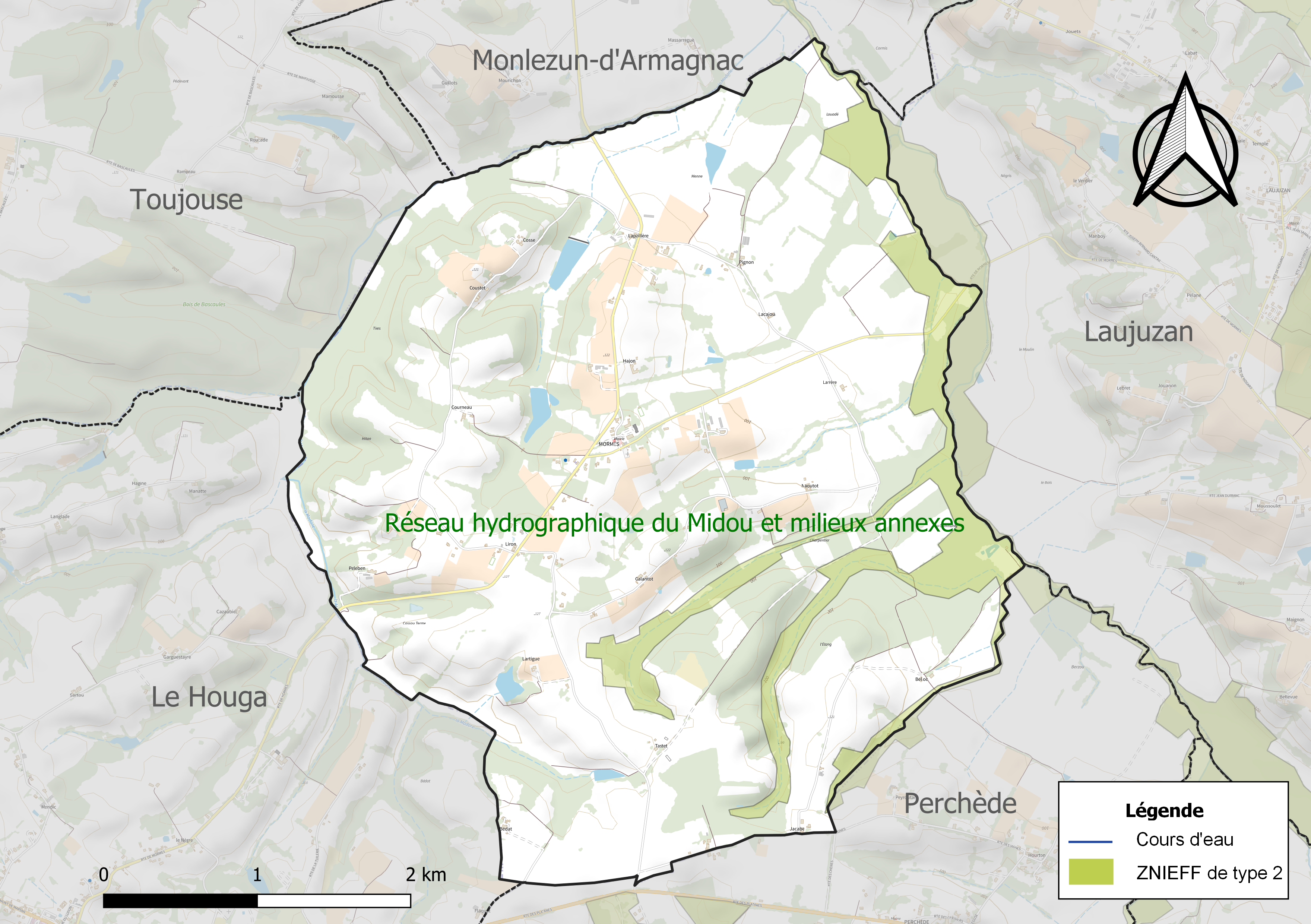
Carte de la ZNIEFF de type 2 localisée sur la commune.

L’inventaire des zones naturelles d'intérêt écologique, faunistique et floristique (ZNIEFF) a pour objectif de réaliser une couverture des zones les plus intéressantes sur le plan écologique, essentiellement dans la perspective d’améliorer la connaissance du patrimoine naturel national et de fournir aux différents décideurs un outil d’aide à la prise en compte de l’environnement dans l’aménagement du territoire.
Une ZNIEFF de type 2 est recensée sur la commune :
le « réseau hydrographique du Midou et milieux annexes » (6 344 ha), couvrant 43 communes dont 37 dans le Gers et six dans les Landes.

## Urbanisme

### Typologie
Au 1er janvier 2024, Mormès est catégorisée commune rurale à habitat très dispersé, selon la nouvelle grille communale de densité à sept niveaux définie par l'Insee en 2022.
Elle est située hors unité urbaine et hors attraction des villes,.

### Occupation des sols
L'occupation des sols de la commune, telle qu'elle ressort de la base de données européenne d’occupation biophysique des sols Corine Land Cover (CLC), est marquée par l'importance des territoires agricoles (75 % en 2018), une proportion sensiblement équivalente à celle de 1990 (75,1 %). La répartition détaillée en 2018 est la suivante : 
terres arables (51,4 %), zones agricoles hétérogènes (23,6 %), forêts (21,6 %), milieux à végétation arbustive et/ou herbacée (3,5 %). L'évolution de l’occupation des sols de la commune et de ses infrastructures peut être observée sur les différentes représentations cartographiques du territoire : la carte de Cassini (XVIIIe siècle), la carte d'état-major (1820-1866) et les cartes ou photos aériennes de l'IGN pour la période actuelle (1950 à aujourd'hui).

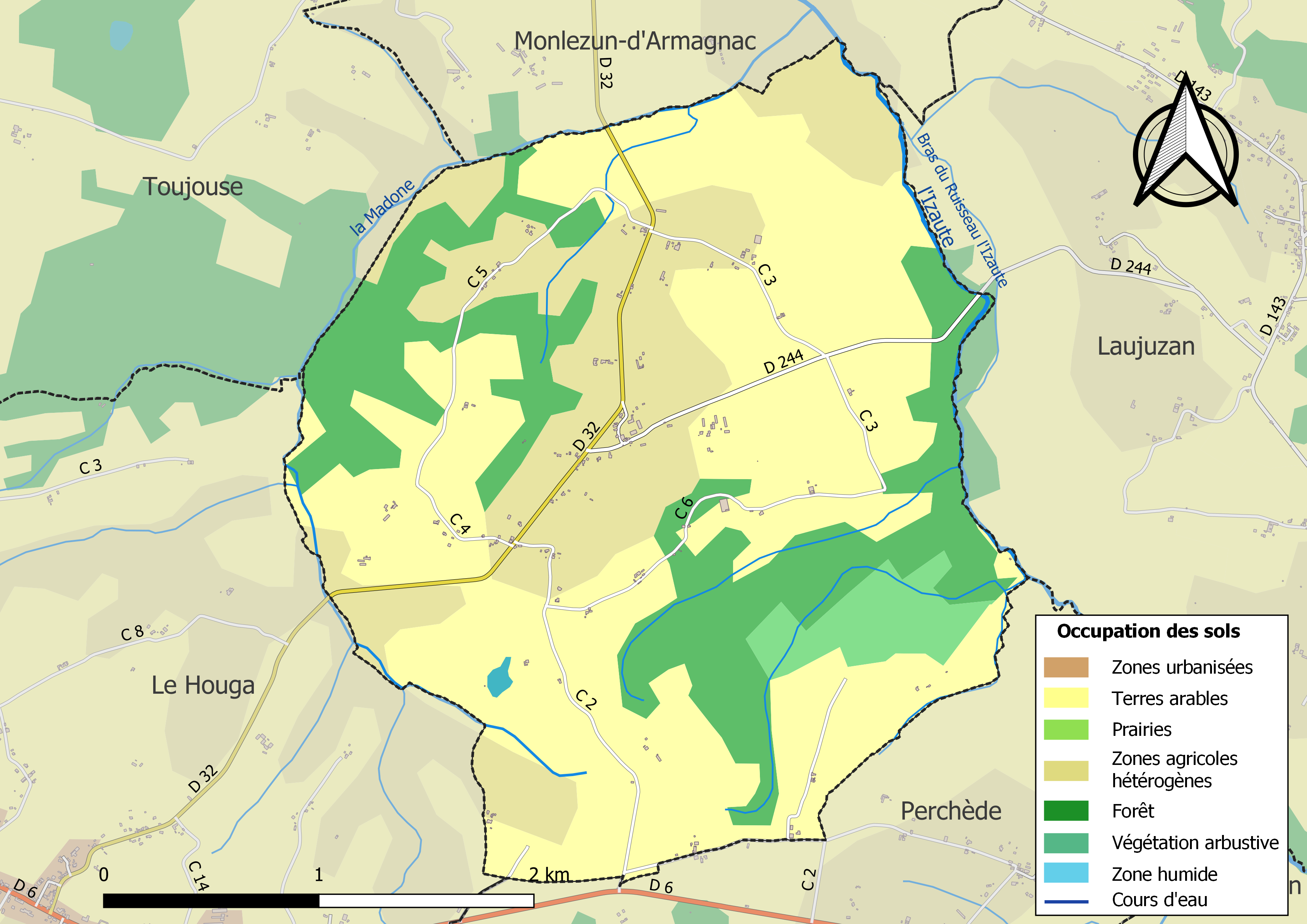
Carte des infrastructures et de l'occupation des sols de la commune en 2018 (CLC).

### Risques majeurs
Le territoire de la commune de Mormès est vulnérable à différents aléas naturels : météorologiques (tempête, orage, neige, grand froid, canicule ou sécheresse) et séisme (sismicité faible). Il est également exposé à deux risques technologiques, le transport de matières dangereuses et  le risque industriel. Un site publié par le BRGM permet d'évaluer simplement et rapidement les risques d'un bien localisé soit par son adresse soit par le numéro de sa parcelle.

#### Risques naturels

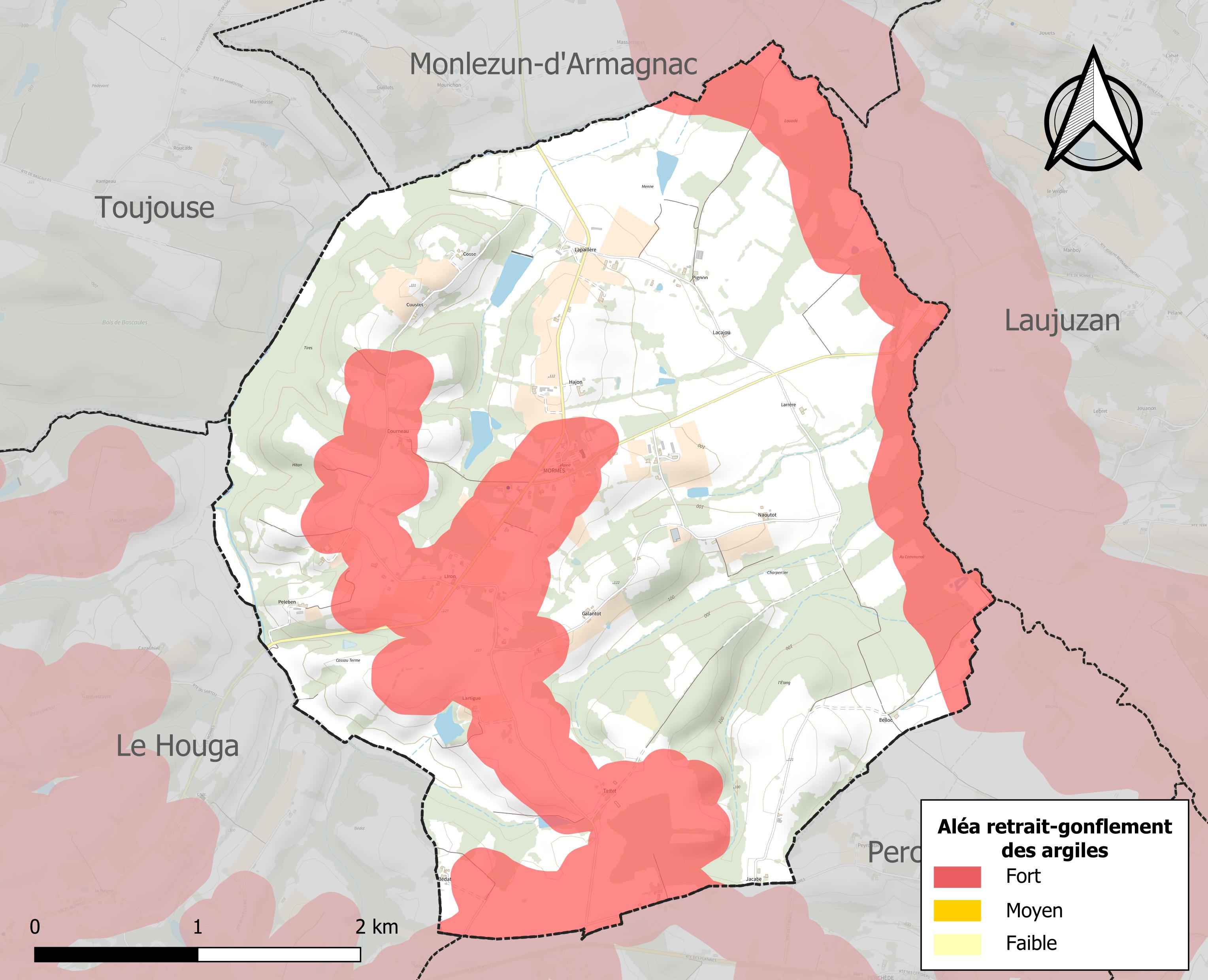
Carte des zones d'aléa retrait-gonflement des sols argileux de Mormès.

Le retrait-gonflement des sols argileux est susceptible d'engendrer des dommages importants aux bâtiments en cas d’alternance de périodes de sécheresse et de pluie. 31,4 % de la superficie communale est en aléa moyen ou fort (94,5 % au niveau départemental et 48,5 % au niveau national). Sur les 67 bâtiments dénombrés sur la commune en 2019, 37 sont en aléa moyen ou fort, soit 55 %, à comparer aux 93 % au niveau départemental et 54 % au niveau national. Une cartographie de l'exposition du territoire national au retrait gonflement des sols argileux est disponible sur le site du BRGM,.
Par ailleurs, afin de mieux appréhender le risque d’affaissement de terrain, l'inventaire national des cavités souterraines permet de localiser celles situées sur la commune.
La commune a été reconnue en état de catastrophe naturelle au titre des dommages causés par les inondations et coulées de boue survenues en 1983, 1999 et 2009. Concernant les mouvements de terrains, la commune a été reconnue en état de catastrophe naturelle au titre des dommages causés par la sécheresse en 2002 et par des mouvements de terrain en 1999.

#### Risques technologiques
La commune est exposée au risque industriel du fait de la présence sur son territoire d'une entreprise soumise à la directive européenne SEVESO.
Le risque de transport de matières dangereuses sur la commune est lié à sa traversée par des infrastructures routières ou ferroviaires importantes ou la présence d'une canalisation de transport d'hydrocarbures. Un accident se produisant sur de telles infrastructures est en effet susceptible d’avoir des effets graves au bâti ou aux personnes jusqu’à 350 m, selon la nature du matériau transporté. Des dispositions d’urbanisme peuvent être préconisées en conséquence.

## Politique et administration
| Période                                  | Période  | Identité          | Étiquette | Qualité     |
| ---------------------------------------- | -------- | ----------------- | --------- | ----------- |
| 1947                                     | 1973     | Eloi Menac        | SFIO-PS   |             |
| mars 2001                                | 2014     | Hervé Carrere     |           |             |
| mars 2014                                | 2020     | Régis Tartas      | DVD       | Agriculteur |
| 2020                                     | En cours | Quitterie Spoerry | DVD       |             |
| Les données manquantes sont à compléter. |          |                   |           |             |

## Démographie
L'évolution du nombre d'habitants est connue à travers les recensements de la population effectués dans la commune depuis 1793. Pour les communes de moins de 10 000 habitants, une enquête de recensement portant sur toute la population est réalisée tous les cinq ans, les populations de référence des années intermédiaires étant quant à elles estimées par interpolation ou extrapolation. Pour la commune, le premier recensement exhaustif entrant dans le cadre du nouveau dispositif a été réalisé en 2006.

En 2022, la commune comptait 108 habitants, en évolution de −10 % par rapport à 2016 (Gers : +1,04 %, France hors Mayotte : +2,11 %).
| 1793 | 1800 | 1806 | 1821 | 1831 | 1841 | 1846 | 1851 | 1856 |
| ---- | ---- | ---- | ---- | ---- | ---- | ---- | ---- | ---- |
| 315  | 248  | 345  | 359  | 338  | 339  | 356  | 344  | 361  |

| 1861 | 1866 | 1872 | 1876 | 1881 | 1886 | 1891 | 1896 | 1901 |
| ---- | ---- | ---- | ---- | ---- | ---- | ---- | ---- | ---- |
| 359  | 375  | 306  | 308  | 316  | 305  | 266  | 257  | 259  |

| 1906 | 1911 | 1921 | 1926 | 1931 | 1936 | 1946 | 1954 | 1962 |
| ---- | ---- | ---- | ---- | ---- | ---- | ---- | ---- | ---- |
| 248  | 230  | 195  | 207  | 192  | 192  | 194  | 170  | 186  |

| 1968 | 1975 | 1982 | 1990 | 1999 | 2006 | 2011 | 2016 | 2021 |
| ---- | ---- | ---- | ---- | ---- | ---- | ---- | ---- | ---- |
| 172  | 150  | 139  | 133  | 124  | 123  | 123  | 120  | 112  |

| 2022 | - | - | - | - | - | - | - | - |
| ---- | - | - | - | - | - | - | - | - |
| 108  | - | - | - | - | - | - | - | - |

## Économie

### Emploi
|                | 2008  | 2013  | 2018  |
| -------------- | ----- | ----- | ----- |
| Commune        | 6,2 % | 2,8 % | 9,1 % |
| Département    | 6,1 % | 7,5 % | 8,2 % |
| France entière | 8,3 % | 10 %  | 10 %  |

En 2018, la population âgée de 15 à 64 ans s'élève à 77 personnes, parmi lesquelles on compte 79,2 % d'actifs (70,1 % ayant un emploi et 9,1 % de chômeurs) et 20,8 % d'inactifs,. Depuis 2008, le taux de chômage communal (au sens du recensement) des 15-64 ans est supérieur à celui du département, mais inférieur à celui de la France.
La commune est hors attraction des villes,. Elle compte 23 emplois en 2018, contre 31 en 2013 et 25 en 2008. Le nombre d'actifs ayant un emploi résidant dans la commune est de 54, soit un indicateur de concentration d'emploi de 42,7 % et un taux d'activité parmi les 15 ans ou plus de 55,5 %.
Sur ces 54 actifs de 15 ans ou plus ayant un emploi, 13 travaillent dans la commune, soit 24 % des habitants. Pour se rendre au travail, 96,3 % des habitants utilisent un véhicule personnel ou de fonction à quatre roues, 1,9 % les transports en commun, 1,9 % s'y rendent en deux-roues, à vélo ou à pied et.

### Activités hors agriculture
7 établissements sont implantés  à Mormès au 31 décembre 2019.
Le secteur des activités spécialisées, scientifiques et techniques et des activités de services administratifs et de soutien est prépondérant sur la commune puisqu'il représente 28,6 % du nombre total d'établissements de la commune (2 sur les 7 entreprises implantées  à Mormès), contre 14,4 % au niveau départemental.

### Agriculture
|               | 1988 | 2000 | 2010 | 2020 |
| ------------- | ---- | ---- | ---- | ---- |
| Exploitations | 21   | 17   | 13   | 9    |
| SAU (ha)      | 413  | 616  | 840  | 858  |

La commune est dans le Bas-Armagnac, une petite région agricole occupant une partie ouest du département du Gers. En 2020, l'orientation technico-économique de l'agriculture  sur la commune est la polyculture et/ou le polyélevage. Neuf exploitations agricoles ayant leur siège dans la commune sont dénombrées lors du recensement agricole de 2020 (21 en 1988). La superficie agricole utilisée est de 858 ha,,.

## Culture locale et patrimoine

### Lieux et monuments
- Église Saint-Clair.

## Personnalités liées à la commune
- Clair-Joseph Carris de Barbotan (1719-1794), homme politique né à Mormès, député de la Noblesse aux états généraux de 1789, guillotiné à Paris en 1794.